# Jonas Dürchs
Jonas Dürchs, även Johan och Dyrcks, Dürcks, respektive Dijrcks (enligt bouppteckning Johan Diedrich), född omkring 1730 i Hannover, död 8 december 1785 i Lena socken, Västergötland var en tysk-svensk kyrkomålare och porträttmålare, verksam från 1760-talet.

## Biografi
Då han först omtalas i skriftliga källor 1763 var han volontär vid artilleriregementet i Göteborg och sysselsatt med att undervisa barn i rit- och teckningskonsten. Dürchs var från 1760-talet bosatt i Göteborgstrakten, där han etablerade sig som målare och arbetade som bönhas, då han inte var ansluten till något ämbete eller yrkesskrå. Dürchs var främst verksam som porträtt- och kyrkomålare. 
Som porträttmålare råkade han flera gånger i konflikt med målarskrået eftersom han inte hade tillstånd att måla porträtt. Han fungerade främst som den högre medelklassens porträttör i Västsverige. De äldsta kända porträtten av hans hand är daterade 1758, så han bör ha varit verksam i Sverige redan då. 
Som kyrkomålare utförde han bland annat dekorativa och figurala takmålningar, målningar av predikstolar och altartavlor. Hans kyrkokonst avviker på ett iögonfallande sätt från övriga samtida kyrkomålare i Sverige med en stil som går tillbaka på tysk konst. Den påminner i sin komposition mycket av Cranach målningar. Ett av hans mest kända verk är Hjortbergstavlan utförd i början av 1770-talet. År 1778 flyttade han från Göteborg till Marstrand. Man uppskattar hans levnadsår till perioden cirka 1730-1785. Dürchs finns representerad vid bland annat Nationalmuseum i Stockholm och han var representerad i utställningen Barnet i konsten som visades i Göteborg 1942.

## Verk
- 1767 Styrsö kyrka. Takmålningar med mera. Endast bjälkarnas bemålning är bevarad.
- 1767 Gällinge kyrka. Målning av kortak. Bevarad.
- 1769-1770 Lena kyrka, Västergötland. Målning av tak, predikstol och altartavla. Försvunnet.
- 1769-1770 Hanhals kyrka. Takmålning. Bevarad och delvis rekonstruerad.
- 1776 Hålanda kyrka. Takmålning. Bevarad.
- 1770-talet Släps kyrka. Hjortbergska epitafiet. Bevarat.
- 1784 Hålanda kyrka. Torn och kyrkfönster.

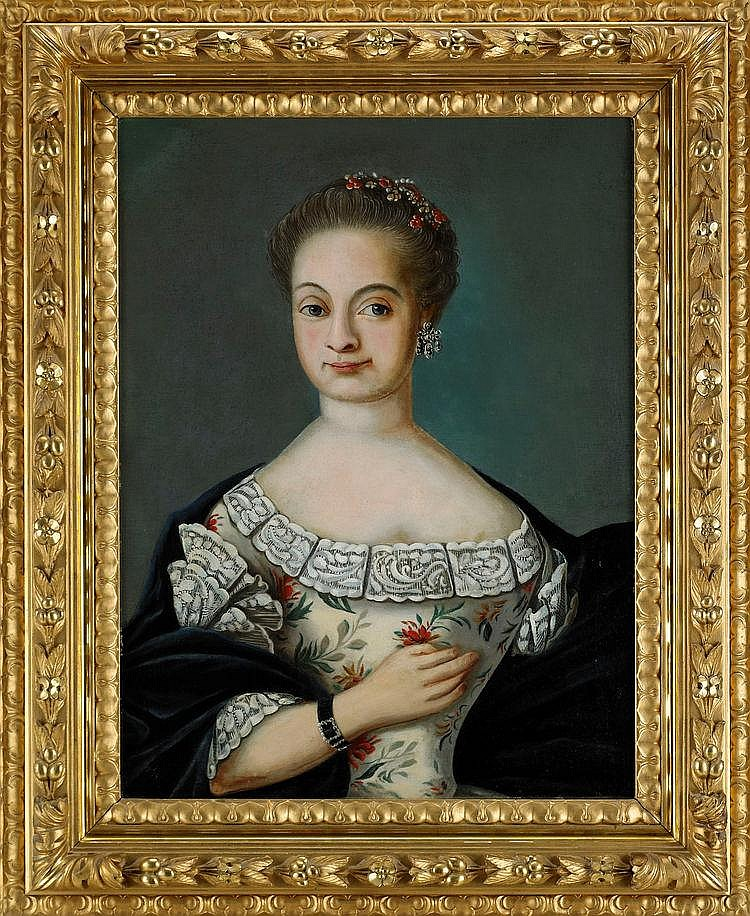
Porträtt av Maria Catharina (Caisa) Silfverhjelm Himmelman. (1760-tal)
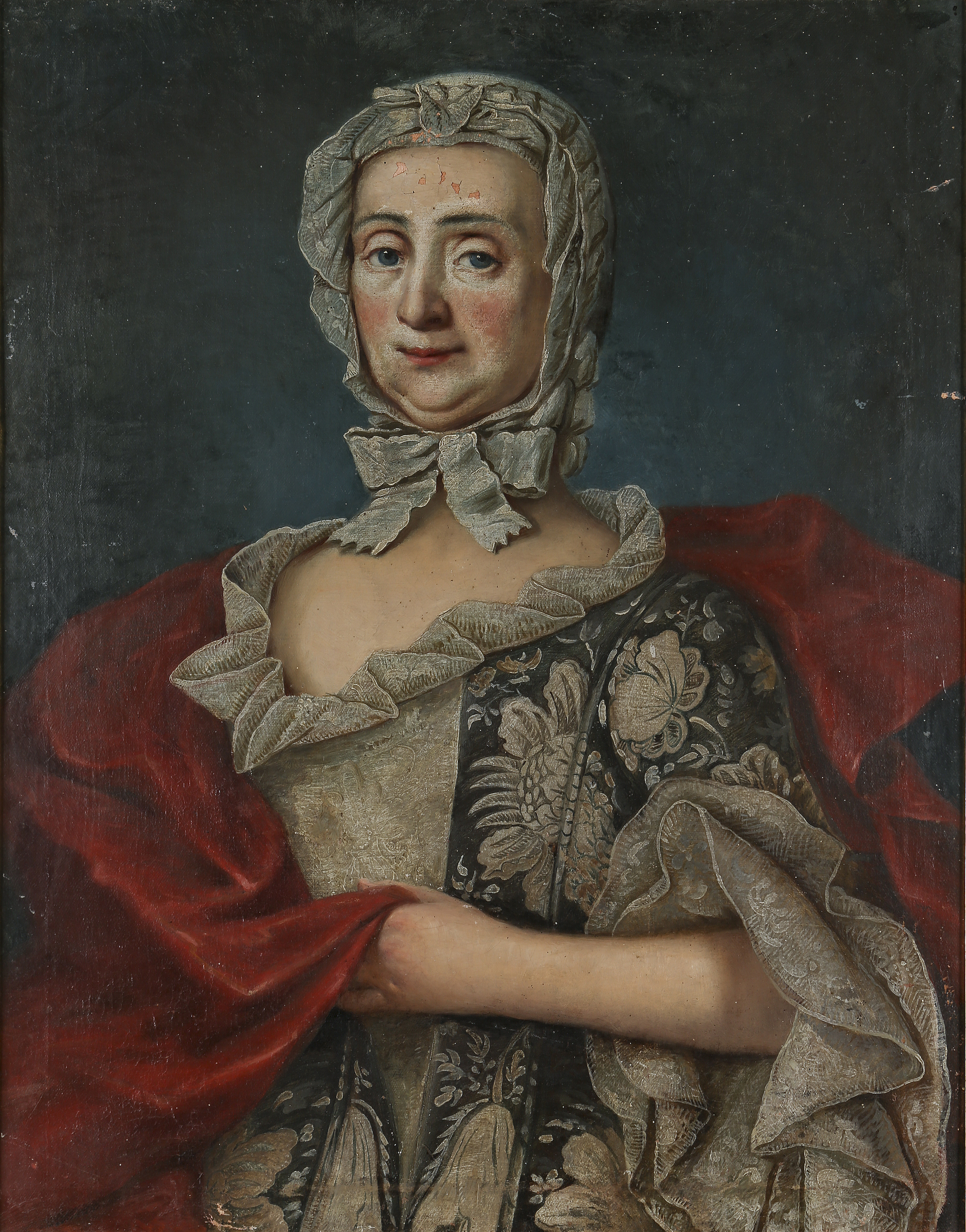
Porträtt av Johanna Margareta Djurklou. (1760-tal)
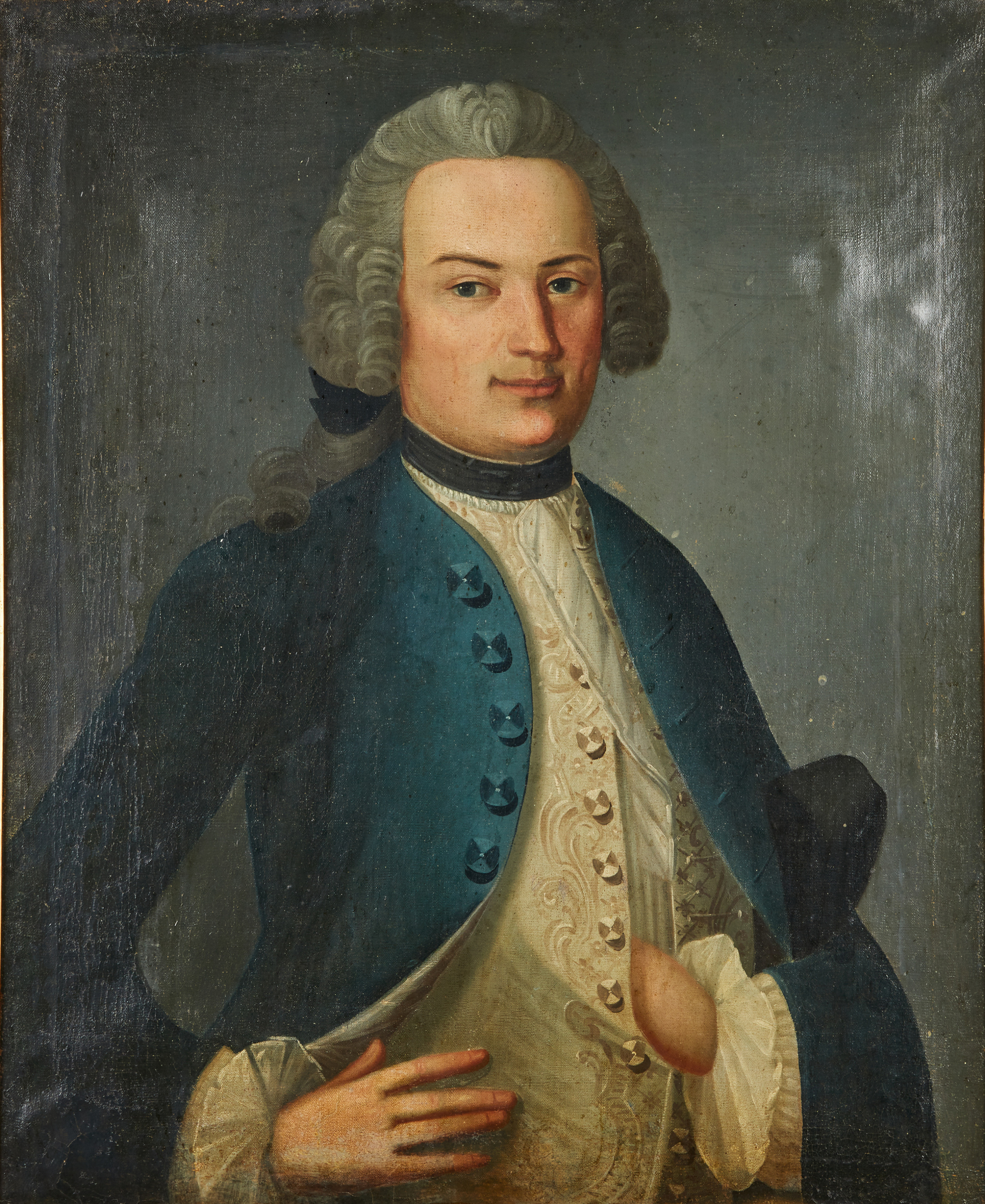
Porträtt av Herreman. (1760-tal)
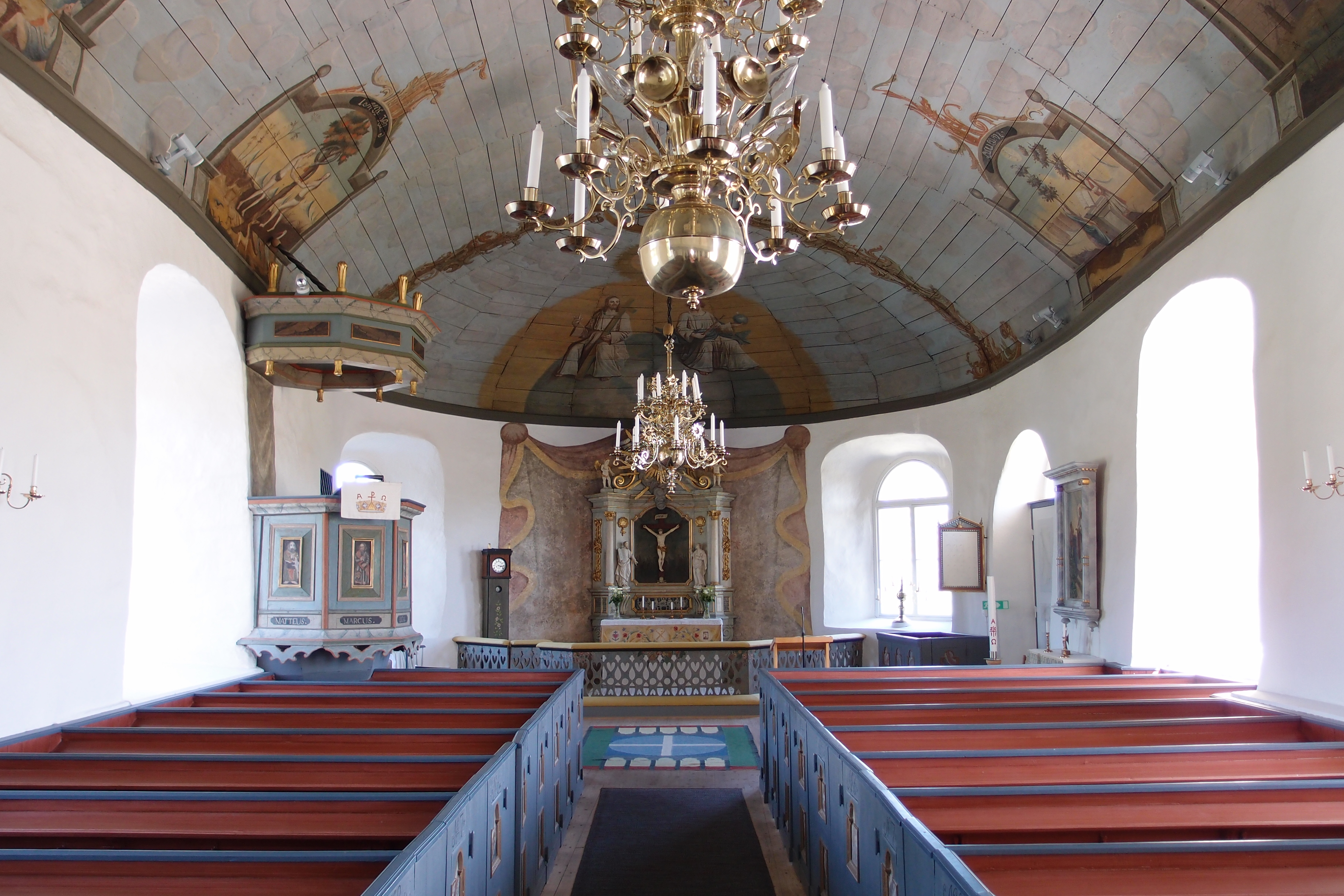
Takmålningar i Gällinge kyrka. (1767)
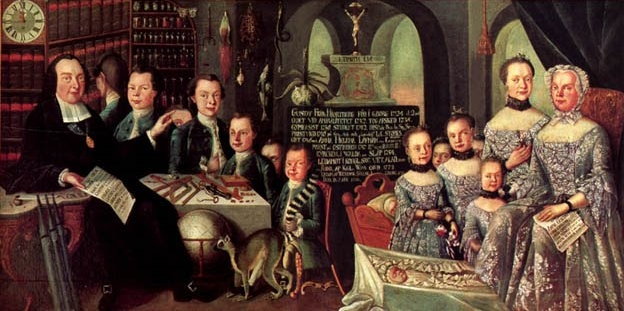
Hjortbergstavlan i Släps kyrka. (1770-tal)
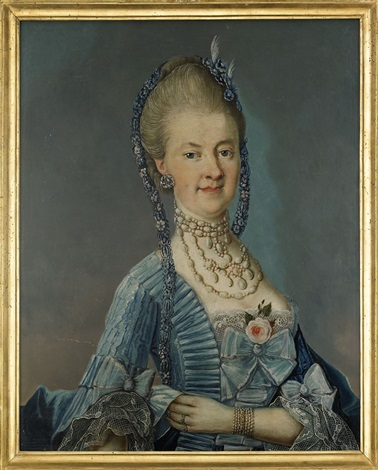
Porträtt av Anna Catharina Barthengren. (1774)
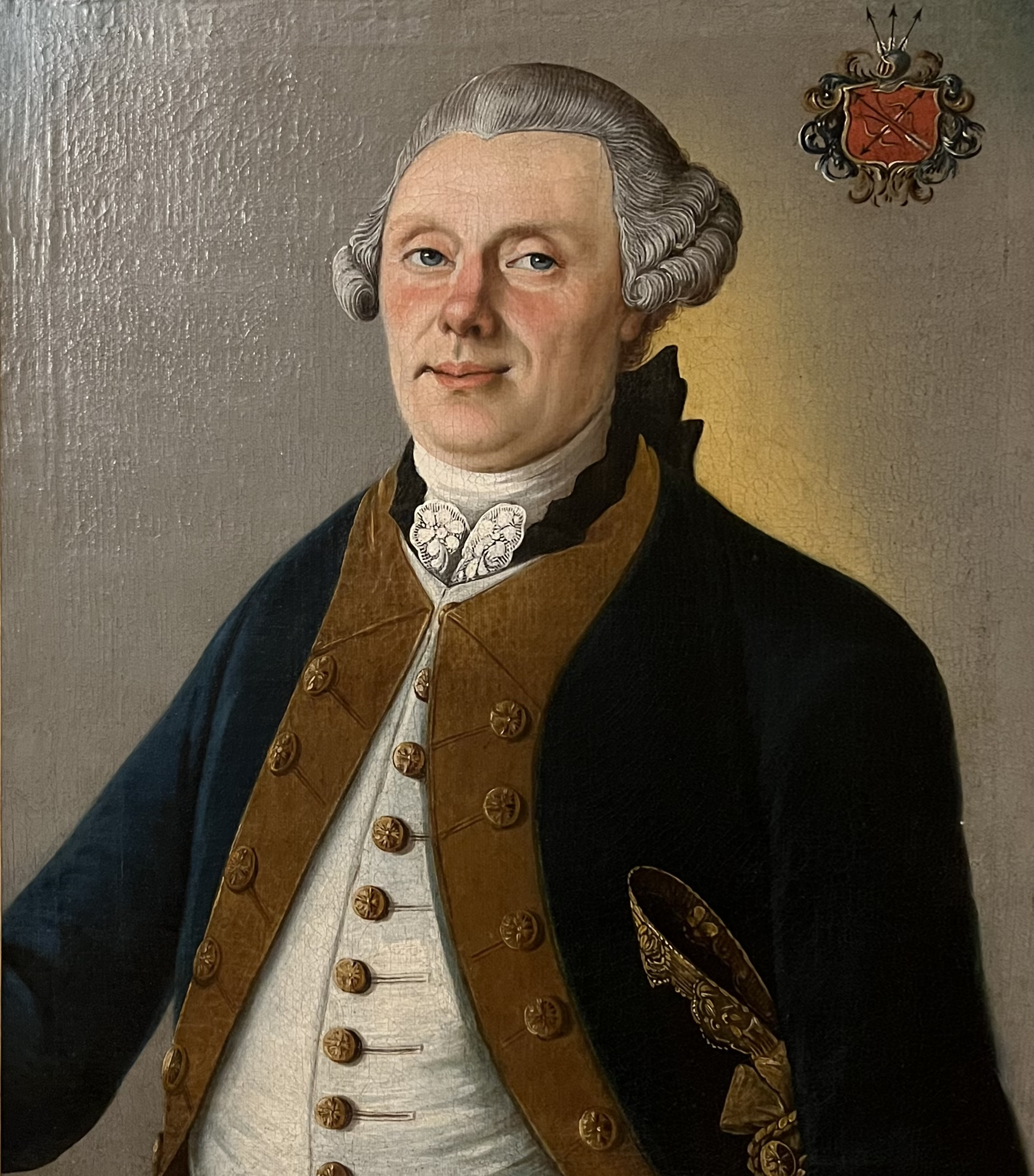
Porträtt av Vilhelm Mauritz Planting-Gyllenbåga. (ca. 1775)
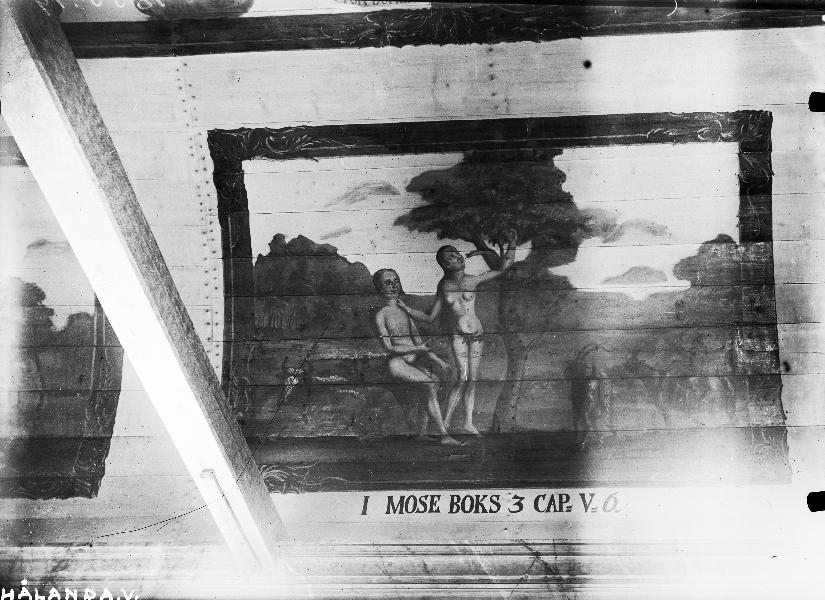
Takmålning i Hålanda kyrka. (1776)
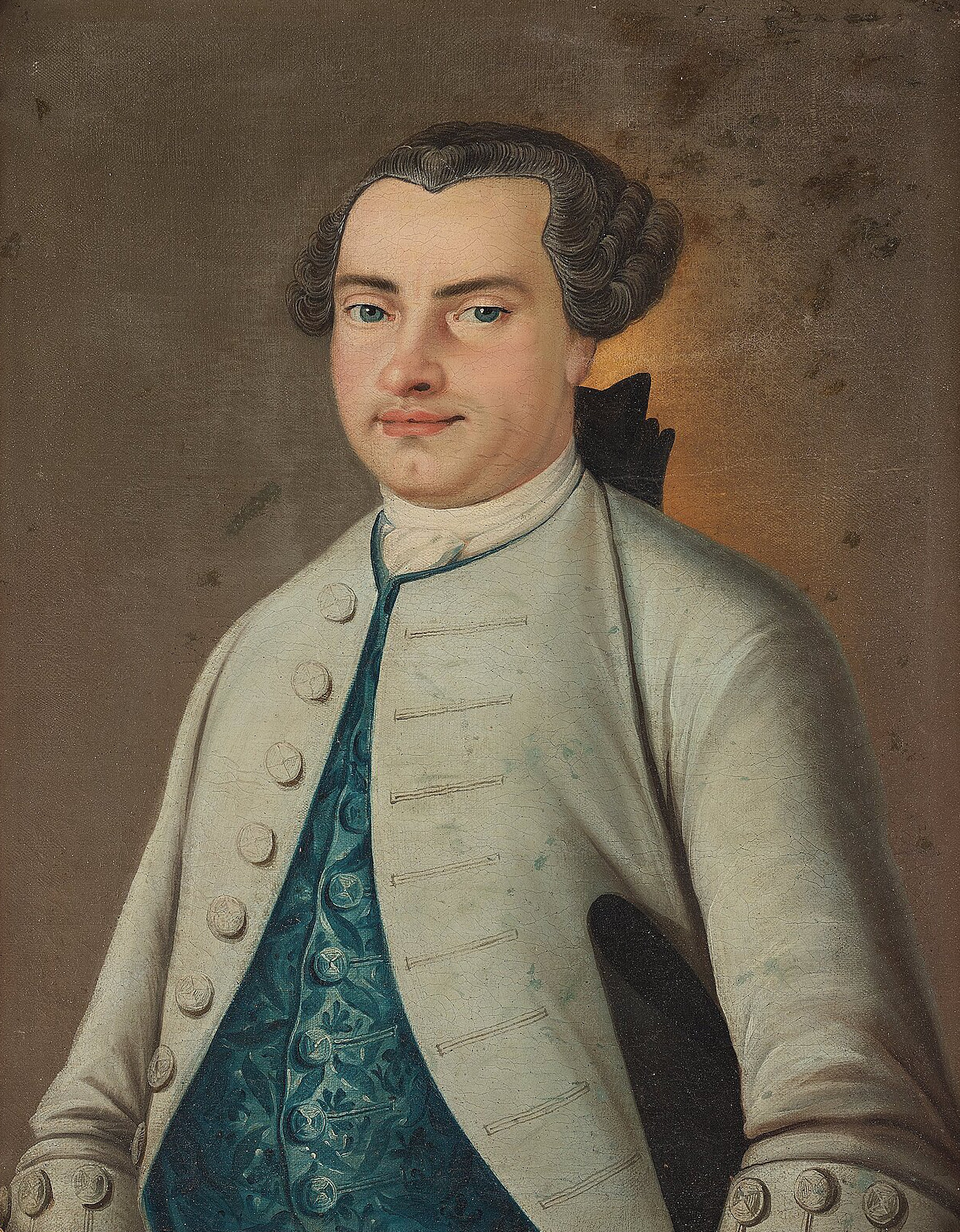
Porträtt av Carl Henrik Tranchell. (1770-tal)
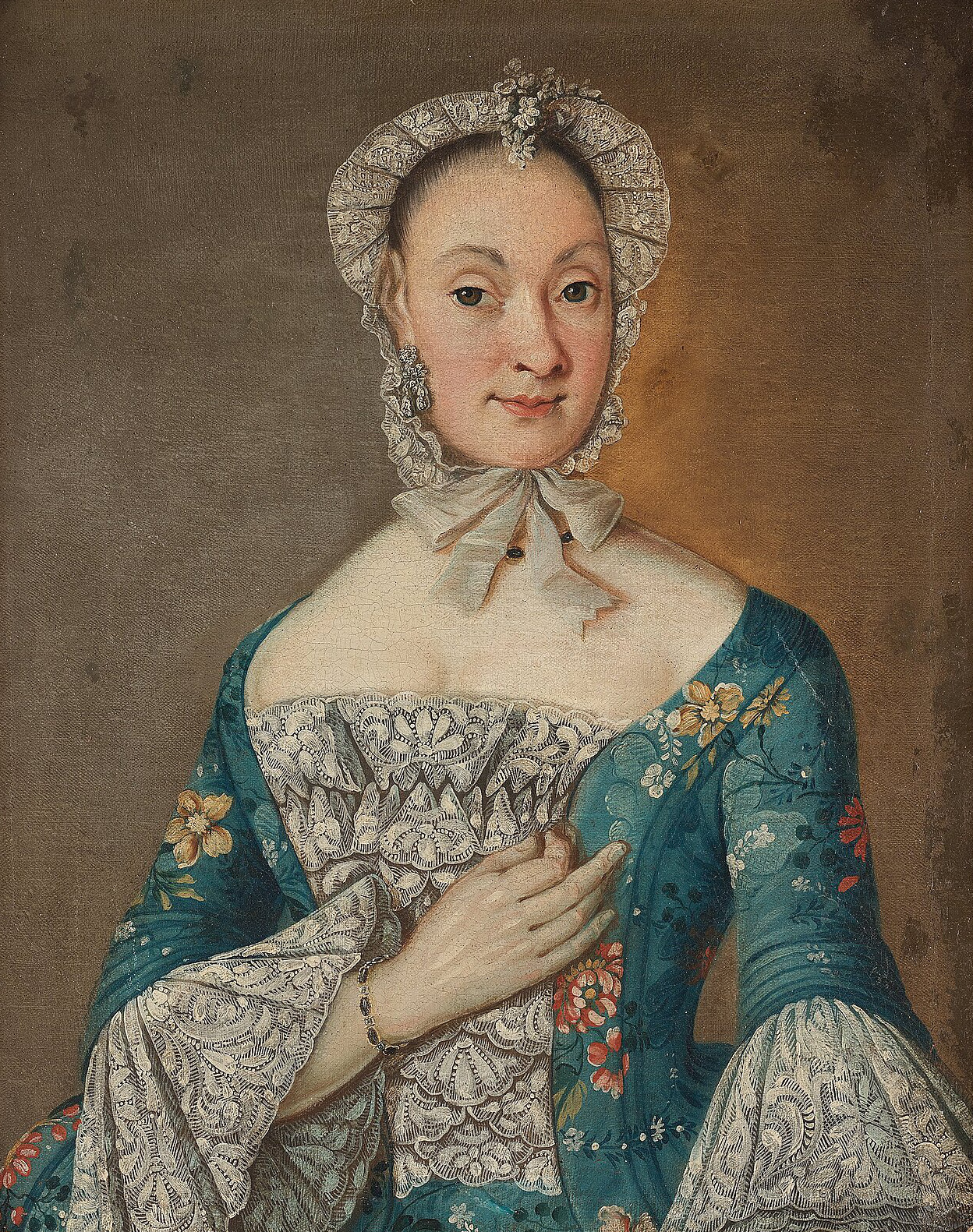
Porträtt av Brita Brita Maria Hasselroth, hustru till Carl Henrik Tranchell. (1770-tal)
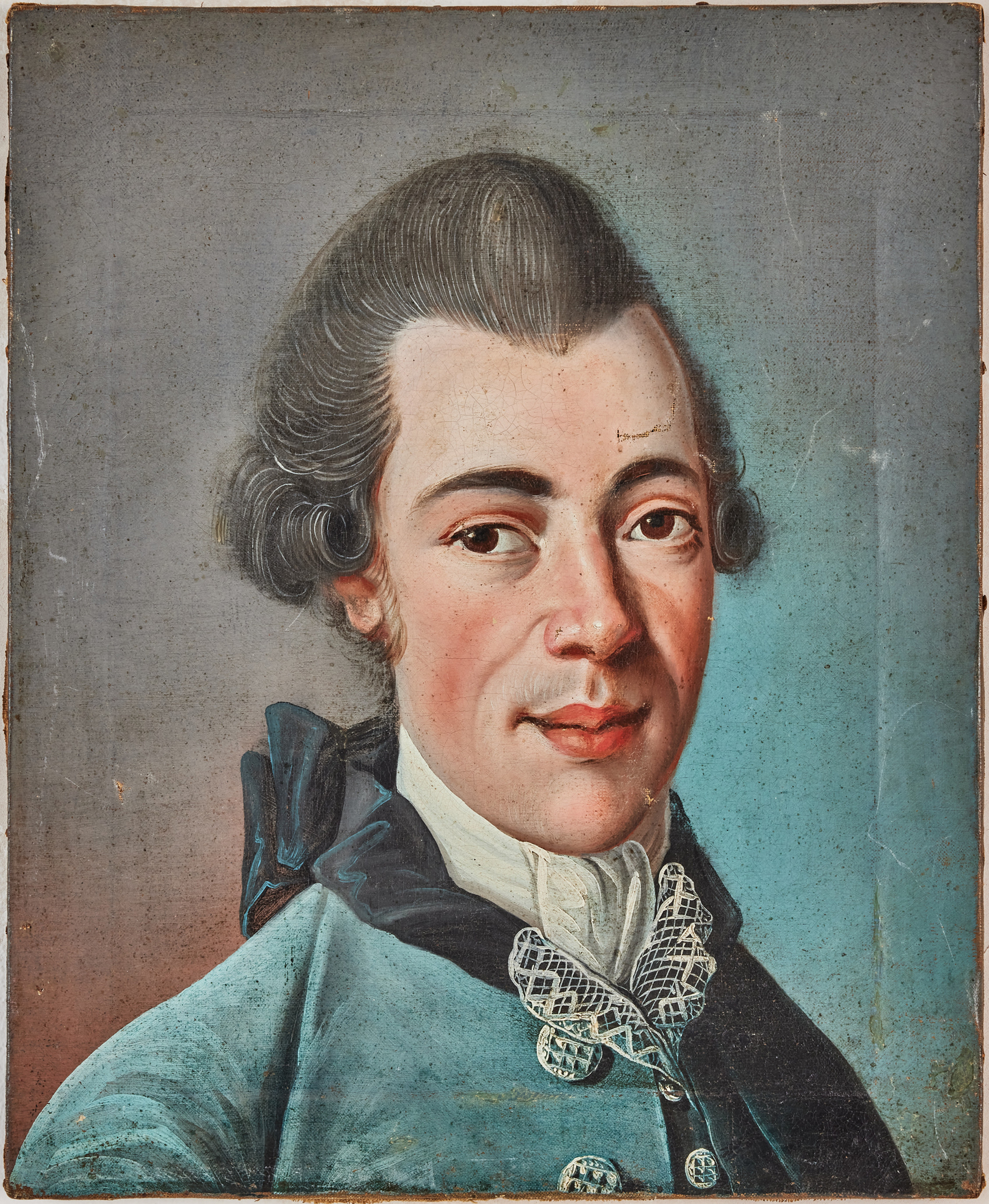
Porträtt av herreman. (1770-tal)